# Stortjärnen (Arvidsjaurs socken, Lappland, 723596-166777)
Stortjärnen är en sjö i Arvidsjaurs kommun i Lappland och ingår i Skellefteälvens huvudavrinningsområde. Sjön har en area på 0,151 kvadratkilometer och ligger 323,2 meter över havet.

## Delavrinningsområde
Stortjärnen ingår i det delavrinningsområde (723409-166719) som SMHI kallar för Ovan Gallejaurekanalen. Medelhöjden är 285 meter över havet och ytan är 36,11 kvadratkilometer. Räknas de 437 avrinningsområdena uppströms in blir den ackumulerade arean 7 600,85 kvadratkilometer. Avrinningsområdets utflöde Skellefteälven mynnar i havet. Avrinningsområdet består mestadels av skog (83 procent) och sankmarker (12 procent). Avrinningsområdet har 0,46 kvadratkilometer vattenytor vilket ger det en sjöprocent på 1,3 procent.